# Joaquín Rodríguez Espinar
Joaquín Rodríguez Espinar (Paradas, provincia de Sevilla, 28 de noviembre de 1982) es un exfutbolista español.

## Biografía
Después de probar en las categorías inferiores del Sevilla FC sin demasiada suerte, pasó por equipos del sur de España mayormente, con la excepción de un par de contratos firmados para equipos de las islas. El mejor momento de su carrera, sin embargo, llegaría con el CD San Roque, donde logró el ascenso a Segunda división B, así como la cantidad de 46 goles en las dos temporadas que permaneció en el equipo, incluyendo el pichichi de su grupo de 2ª B. Tras ese éxito, el CE Sabadell se hizo con sus servicios en el que sería uno de los años más difíciles para el jugador de Paradas, donde una campaña marcada por las lesiones lo excluyó prácticamente del equipo, y sólo pudo reaparecer en los últimos compases de la temporada, donde incluso anotó algún gol importante, como el del de la victoria en el campo de la UDA Gramenet en el último minuto, cuando los arlequinados se jugaban el primer puesto del grupo. Finalmente, y después de un duro año, Joaquín lograría el ascenso a Segunda división con el CE Sabadell. En el mercado de invierno de la Temporada 11/12 se le termina dando la baja por no entrar en los planes del míster, Lluís Carreras.

## Clubes
| Club             | País   | Temporada | Partidos | Goles |   |   |
| ---------------- | ------ | --------- | -------- | ----- | - | - |
| Conquense        | España | 2001-2002 | 27       | 3     |   |   |
| Sevilla B        | España | 2002-2003 | 23       | 3     |   |   |
| CP Cacereño      | España | 2003-2004 | 26       | 7     |   |   |
| UD Fuerteventura | España | 2004-2005 | 23       | 1     |   |   |
| Ibiza            | España | 2005-2006 |          |       |   |   |
| UD Los Palacios  | España | 2006-2007 |          |       |   |   |
| CD Mairena       | España | 2007-2008 |          |       |   |   |
| San Roque        | España | 2008-2009 |          |       |   |   |
| San Roque        | España | 2009-2010 | 36       | 20    | 7 | 0 |
| CE Sabadell      | España | 2010-2011 | 12       | 2     | 3 | 0 |
| CE Sabadell      | España | 2011      | 4        | 0     | 1 | 0 |